# 日立木村
日立木村（にったきむら）は福島県北東部、相馬郡に属していた村。現在の相馬市南東部、日下石川中流域、常磐線日立木駅周辺にあたる。

## 地理
- 河川：日下石川、町場川

## 歴史
- 1900年（明治33年）2月13日 - 磯部村の一部である大字の日下石(にっけし)・立谷(たちや)・赤木(あかぎ)・柚木(ゆぬき)が分立して発足。
- 1954年（昭和29年）3月31日 - 中村町・飯豊村・磯部村・大野村・八幡村・山上村・玉野村と合併して相馬市が発足。同日日立木村廃止。

## 交通

### 鉄道路線
- 日本国有鉄道
  - 常磐線
    - 日立木駅

### 道路
- 国道6号